# تاریک‌خانه اشباح
تاریک‌خانه اشباح: آسیب‌شناسی گذار به دولت دمکراتیک توسعه‌گرا نام کتابی از اکبر گنجی است که توسط نشر طرح نو منتشر شد و بیشتر از ۲۲ بار تجدید چاپ شد.
این کتاب به بررسی روند جهانی شدن ایران و گذار آن، دموکراسی، قتل‌های زنجیره‌ای با توجه به اهمیت اجتماعی و سیاسی آن می‌پردازد. و «دولت دموکراتیک توسعه گرا» را تنها چاره پیش روی ایران می‌داند که می‌تواند بحران‌ها را سامان بخشد و نظام اجتماعی مدرن و متوازنی را به وجود آورد.
عنوان بخش‌های این کتاب:
- کارگردانان ترور
- هاشمی و خاتمی: جنایت و مکافات
- شکار بوفالو، پوست پلنگ و دندان ببر
- نابرابری و خشونت طلبی، برابری و خشونت ستیزی
- آیشمن در اورشلیم
- معرفی اعضای تشکیلات جنایتهای سیاسی
- توجیه ایدئولوژیک جنایت
- تراژدی بزرگ و کمدی فلاکت بار
- مطبوعات و شوک ۷۷
- جنگ، انتخابات، مطبوعات تکرار یک سناریو
- دور فلکی یکسره بر منهج عدل است.
- انقلاب است که فرزندان خود را می‌بلعد
- حکومت قانون، خاتمی و دشمنانش
- پس من چگونه گویم کین درد را دوا کن
- ای کبک خوشخرام، کجا می‌روی بایست
- جانا روا نباشد خونریز را حمایت
- با تو ما چون رز به تابستان خوشیم
- جرم سیاسی چیست؟
- وای اگر از پس امروز بود فردایی
- باستانشناسی دادگاه ویژه روحانیت
- فقط یک دادگاه ویژه
- ما را هم دستگیر کنید چون مثل کدیور فکر می‌کنیم
- تجدید نظر طلبی
- نامه به انجمن اسلامی دانشگاه مشهد
- پارادوکس تضعیف نظام
- نگاهی به پروژه رهایی جریان روشنفکری دینی
- کلک خیال انگیز ایدئولوژی
- بیا این داوری‌ها را به پیش داور اندازیم
- اسم رمز: دفاع از دین
- فریب سرکوب
- پیام‌آور آزادگی و حق نخواستن
- خون به خون شستن محال آمد محال (۱)
- خون به خون شستن محال آمد محال (۲)
- خون به خون شستن محال آمد محال (۳)
- خون به خون شستن محال آمد محال (۴)
- خون به خون شستن محال آمد محال (۵)
- راست: تداوم عقلانی، فروپاشی ظلمانی
- تا جنینی، کار، خون آشامی است.
- اهداف آشکار و پنهان ترور
- «فرح دیبا» و سیاست دوگانه
- پروژه ناتمام قتل‌های سیاسی
- دین ستیزی و دین گریزی (نامه به ناطق نوری)
- طناب اعتماد
- «گفتم دل رحیمت کی عزم صلح دارد»
- آدمیان متوسط
- توطئه فرهنگی و طرح براندازی
- ۳۰ میلیون نفر و ۶ نفر
- عشق بازان چنین مستحق هجرانند
- تابستان گرم ۷۸
- صراحت و شفافیت، تندی و خشونت
- موانع چهل میلیونی
- صراحت در کلام و پنهان کاری سیاسی
- جناح راست و کودکان شرور
- کلیدداران بهشت
- شفافیت حداکثری و پنهان کاری حداقلی
- پرسش‌های یک خودکشی
- خودکشی عنصر کلیدی و «شاه کلید»
- دفاع از آزادی اندیشه
- اسرائیل و بزرگترین شبکه جاسوسی قرن
- آقای فلاحیان روشنگری کنند
- شکستن سکوت و قیام علیه جبهه دوم خرداد
- قتل‌های محفلی و سرکوب دانشجویان
- دموکراسی، الزامات و مخاطرات
- سعید امامی هنوز زنده است!
- آن روز دیده بودم این فتنه‌ها که برخاست.
- نگاهی به حادثه حمله به کوی دانشگاه و پیامدهای آن (۱)
- نگاهی به حادثه حمله به کوی دانشگاه و پیامدهای آن (۲)
- نگاهی به حادثه حمله به کوی دانشگاه و پیامدهای آن (۳)
- تاریکخانه اشباح جنایتکاران
- میراثت آیت‌الله یزدی
- به سوی یک حزب جدید
- هویت، کیهان، سعید امامی
- ادعایی و شریعتمداری
- عصا کش
- «ریسک بالا» و پمپاژ انگیزه‌های دینی
- توسعه سیاسی قوه قضائیه
- کیهان، سعید امامی و «فتنه خاتمی»
- اشاراتی تازه
- فیزیک و متافیزیک
- شرط حضور در عرصه سیاست.
- مجلس خبرگان و اعتبار نامه فلاحیان
- پاسخ دبیرخانه مجلس خبرگان رهبری
- تاوان سنگین پروژه توسعه سیاسی
- چراغ خشونت
- موضع وزارت اطلاعات و قوه قضائیه
- مسئله جاسوسان اسرائیل و منافع ملی ایران
- عالیجناب خاکستری
- آفات نوسازی آمرانه
- «کیش» فلاحیان، «مات» مخالفان
- کودتا: تاوان وفاداری به مردم
- علی فلاحیان و «حق شهروندی»
- برنامه تحقیقاتی قتل‌های زنجیره‌ای